# Sipton Burn
Der Sipton Burn ist ein etwa 2,6 km langer Wasserlauf in Northumberland in England. Er entsteht östlich von Spartylea und fließt in westlicher Richtung bis zu seiner Mündung rechtsseitig in den River East Allen.